# Bailando (programa de televisión)
Bailando es un programa de televisión chileno producido y transmitido por Canal 13, basado en la licencia internacional Bailando por un sueño y segunda versión chilena del programa del mismo nombre después de Baila! Al ritmo de un sueño, cuya primera temporada se estrenó el 31 de enero de 2016 y finalizó el 27 de marzo de 2016.
En el concurso participan 10 parejas (conformada por una personalidad televisiva o de la actuación y un bailarín profesional), quiénes deberán demostrar sus destrezas para el baile en diferentes ritmos musicales. Cada pareja recibirá la crítica y puntuación de un jurado. Aquellas parejas que no lleguen a la nota de corte deben bailar una vez más, tras lo cual el jurado elegirá "salvar" a un determinado número de parejas hasta que sólo queden dos. Una de ellas quedará luego eliminada mediante el voto del público a través de mensajes de texto.

## Formato
El programa se basa en la licencia Bailando por un sueño, surgida en México en 2005, aunque a diferencia de la mayoría de sus adaptaciones internacionales, tiene solo el nombre de Bailando. El productor ejecutivo del programa es Carlos Montt, también encargado de realizar The Voice Chile.

### Casting
El casting para definir a los diez famosos integrantes del programa comenzó el 7 de diciembre de 2015. Los primeros famosos confirmados para este proyecto fueron: Lucas Bolvarán, actor de la exitosa serie Los 80, Macarena Venegas abogada conocida por su programa Veredicto el cual se transmitió entre 2007 y 2011 por Mega, Paz Bascuñán actriz conocida por su papel de Cristina en Soltera otra vez, Álvaro Gómez actor conocido por su papel protagónico en la teleserie Las Vega's, Amaya Forch actriz Los 80, Bruno Zaretti bailarín e integrante del grupo musical Axé Bahía, Gustavo Becerra actor conocido como "El guatón de la fruta" y Juan Pablo Queraltó conocido comentarista de espectáculos.

### Presentador
El presentador de la primera temporada del programa fue Sergio Lagos, conductor de televisión ya familiarizado con este tipo de formatos, tras ser animador de Locos por el baile, estelar transmitido por Canal 13 entre 2006 y 2007. El 4 de marzo se integra Cecilia Bolocco como coanimadora.

### Jurado
El espacio, contó con la participación de 10 famosos evaluados por un estricto jurado conformado por:
- Andrea Hoffman: profesora de educación física, bailarina, coreógrafa, locutora radial y animadora de televisión chilena. Ha participado en diversos programas de televisión, entre los que destacan: Sábado gigante, 3x3, En boca de todos y Mujeres primero.
- Jordi Castell: fotógrafo, pintor y comentarista de espectáculos chileno. Ha participado en diversos programas de televisión, entre los que destacan: SQP, Primer plano y Buenos días a todos. También concursó en la primera temporada de Locos por el baile donde obtuvo el segundo lugar y en Fiebre de baile: especial donde también obtuvo el segundo lugar.
- Neilas Katinas: bailarín y coreógrafo profesional lituano. Profesor diplomado en coreografía en la Universidad de Lituania y excampeón mundial de ballroom.

## Ediciones
| Edición | Año  | Presentador  | Jurado         | Jurado        | Jurado         | Ganador        | 2º Lugar          | 3er Lugar    | Nº de parejas |
| ------- | ---- | ------------ | -------------- | ------------- | -------------- | -------------- | ----------------- | ------------ | ------------- |
| I       | 2016 | Sergio Lagos | Andrea Hoffman | Jordi Castell | Neilas Katinas | Lucas Bolvarán | Fernanda Urrejola | Álvaro Gómez | 15            |